# Neodymi(III) vanadat
Neodymi(III) vanadat là một hợp chất vô cơ, một muối của neodymi và axit vanadic với công thức NdVO4 – tinh thể màu xanh dương nhạt, tạo thành tinh thể ngậm nước.

## Điều chế
Phản ứng trao đổi các muối hòa tan của neodymi và natri vanadat sẽ tạo ra muối:
{\displaystyle {\mathsf {NdCl_{3}+Na_{3}VO_{4}\ \xrightarrow {} \ NdVO_{4}\downarrow +3NaCl}}}

## Tính chất vật lý
Neodymi(III) vanadat tạo thành các tinh thể của hệ tinh thể bốn phương, nhóm không gian I 41/amd, các hằng số mạng tinh thể a = 0,736 nm, b = 0,736 nm, c = 0,6471 nm, α = 90°, β = 90°, γ = 90°, Z = 4.
Nó không tan trong nước.
Nó tạo thành hydrat.

## Ứng dụng
Neodymi(III) vanadat được sử dụng cho:
- Kết tinh phosphor.
- Vật liệu laser.